# Synallaxis candei
El pijuí barbiblanco (Synallaxis candei), también denominado gϋitío barbiblanco (en Venezuela), chamicero o rastrojero bigotudo (en Colombia) o pijuí de bigotes blancos, es una especie de ave paseriforme de la familia Furnariidae perteneciente al numeroso género Synallaxis. Es nativa de Sudamérica, en el norte de Colombia y Venezuela, .

## Distribución y hábitat
Se distribuye en el norte de Colombia y en el noroeste de Venezuela.
Esta especie es considerada bastante común en sus hábitats naturales: los matorrales áridos y el sotobosque de bosques caducifolios hasta los 1100 metros de altitud. Prefiere la vegetación xerófita, como el árbol de cují (Prosopis juliflora), euforbias y cactus, o en los márgenes de los cursos y depósitos de agua, siempre en tierras bajas, principalmente por debajo de los 300 metros de altitud.

## Descripción
Mide entre 15 y 17 cm de longitud y pesa entre 14 y 16 gramos. Presenta corona color marrón grisáceo; mejillas y garganta negras, separadas por una banda horizontal ancha en forma de bigote; dorso y cola color castaño rufo; pecho acanelado y vientre blancuzco.

## Sistemática

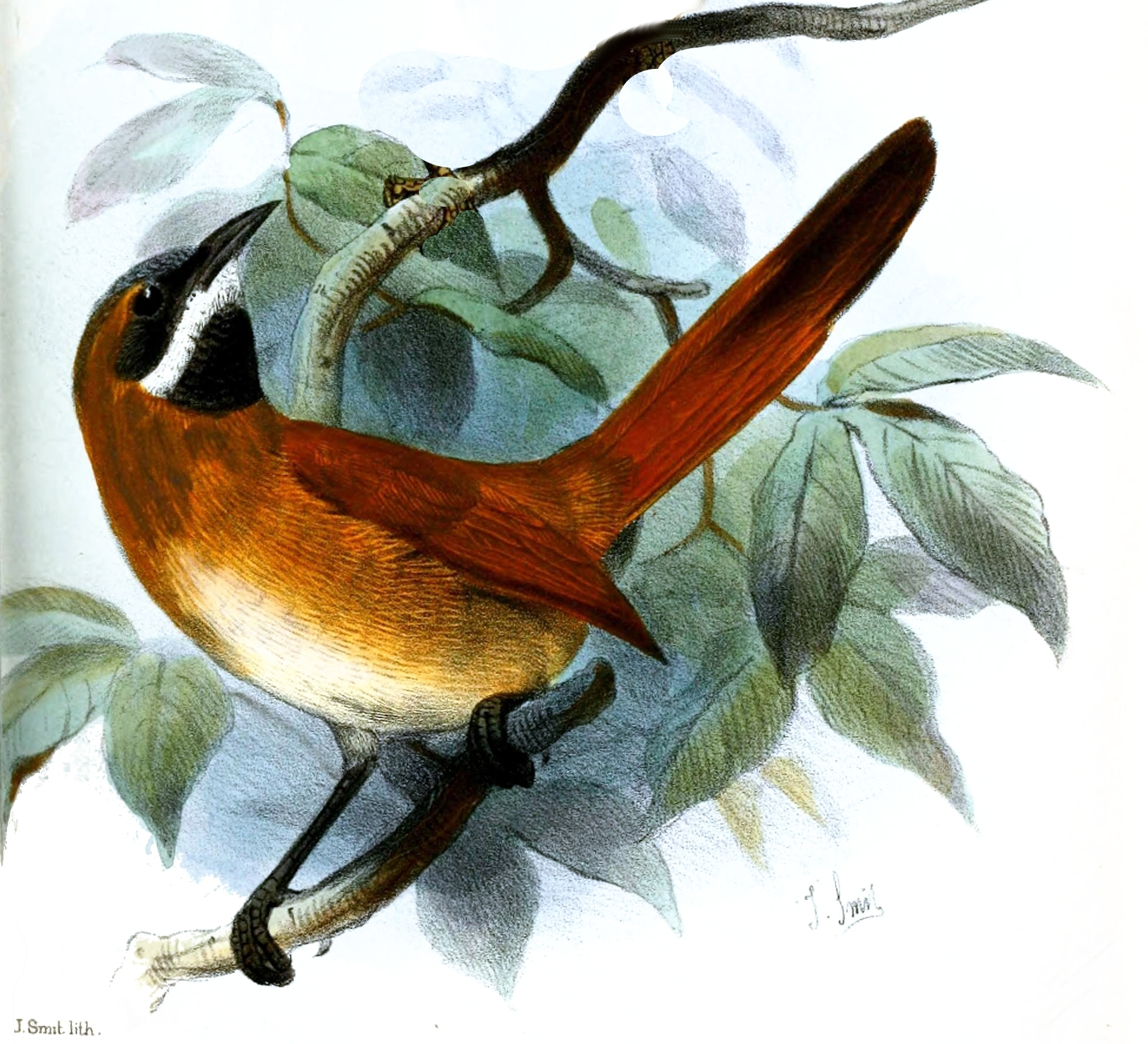
Synallaxis candei, ilustración de Smit, en Proceedings of the Zoological Society of London, 1874.

### Descripción original
La especie S. candei fue descrita por primera vez por los naturalistas franceses Frédéric de Lafresnaye & Alcide d'Orbigny en 1838 bajo el nombre científico Synnalaxis [error] candei; su localidad tipo es: «Cartagena, Colombia».

### Etimología
El nombre genérico femenino «Synallaxis» puede derivar del griego «συναλλαξις sunallaxis, συναλλαξεως sunallaxeōs»: intercambio; tal vez porque el creador del género, Vieillot, pensó que dos ejemplares de características semejantes del género podrían ser macho y hembra de la misma especie, o entonces, en alusión a las características diferentes que garantizan la separación genérica; una acepción diferente sería que deriva del nombre griego «Synalasis», una de las ninfas griegas Ionides. El nombre de la especie «candei», conmemora al marino y explorador francés almirante Antoine Marie Ferdinand Maussion de Candé (1801-1867).

### Taxonomía
A la presente especie, junto a Synallaxis scutata y S. kollari, se propuso agruparlos en un género propio: Poecilurus, pero no poseen diferencias genéricas diagnosticables. Los datos genético-moleculares indican que esta especie es hermana de Synallaxis erythrothorax y que el par formado por ambas es hermano de S. kollari. Los límites de distribución de las subespecies precisan ser confirmados.

### Subespecies
Según las clasificaciones del Congreso Ornitológico Internacional (IOC) y Clements Checklist/eBird v.2019 se reconocen tres subespecies, con su correspondiente distribución geográfica:
- Synallaxis candei venezuelensis Cory, 1913 – extremo norte de Colombia (península Guajira, al sur hasta Cesar) y noroeste de Venezuela (Zulia hacia el este hasta el este de Falcón y Lara).
- Synallaxis candei candei d’Orbigny & Lafresnaye, 1838 – norte de Colombia (norte de Sucre al este hasta el oeste de Magdalena).
- Synallaxis candei atrigularis (Todd, 1917) – norte de Colombia (medio valle del Magdalena del sur de Bolívar).